# Relaciones entre Brasil y Nigeria

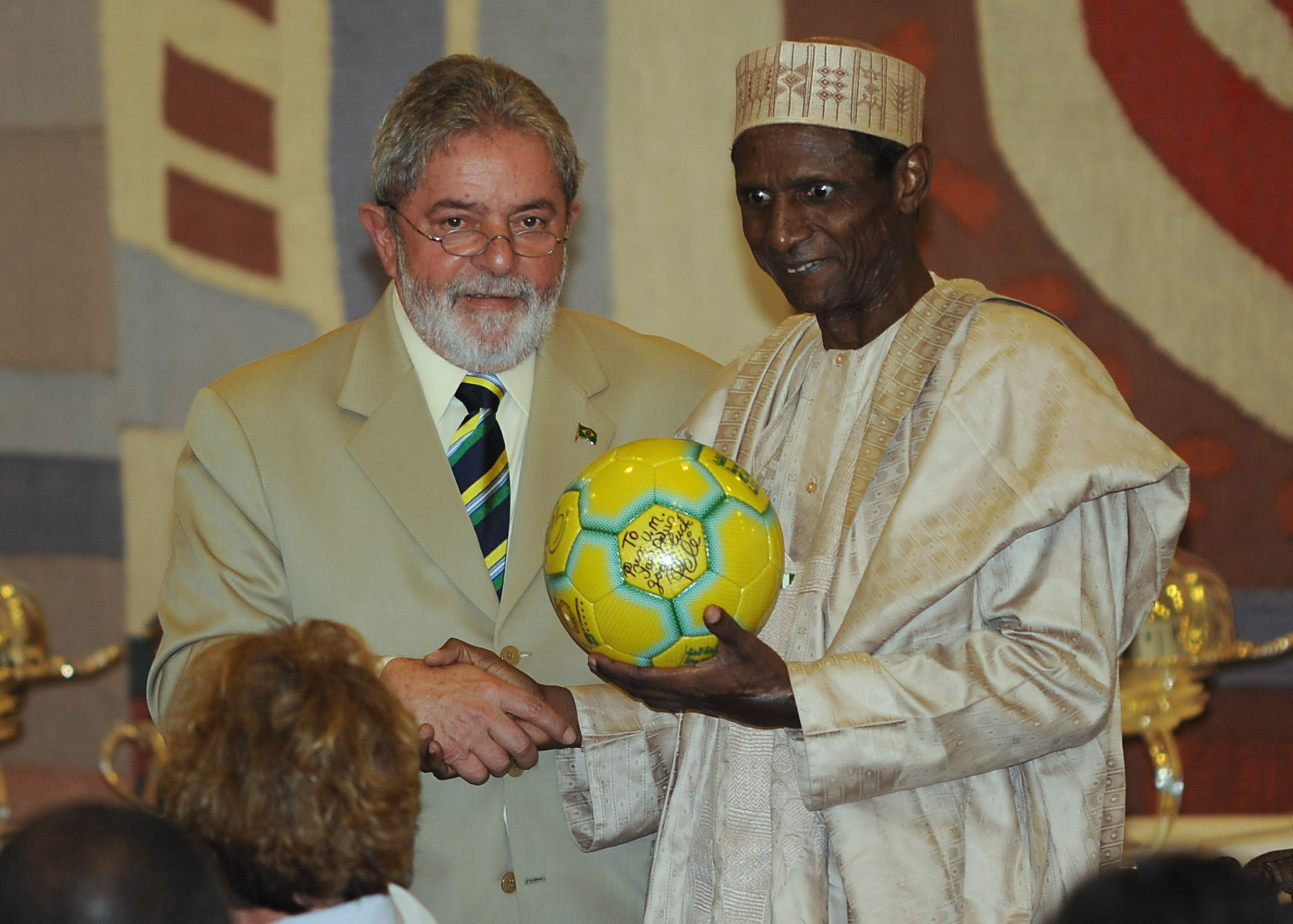
El expresidente Luiz Inácio Lula da Silva y el expresidente de Nigeria, Umaru Yar'Adua, durante un encuentro en el Palacio de Itamaraty.

Las relaciones Brasil-Nigeria son relaciones diplomáticas entre la República Federativa de Brasil y la República Federal de Nigeria. Brasil tiene una embajada en Abuya y un consulado en Lagos. Nigeria tiene una embajada en Brasilia. Estas relaciones se centran principalmente en el comercio y la cultura. Son los países más poblados de América Latina y África. Brasil y Nigeria, durante siglos, tuvieron una buena amistad y una fuerte relación basada en la cultura (ya que muchos afrobrasileños remontan su ascendencia y sus prácticas religiosas a Nigeria) y los intercambios comerciales. Nigeria es un importante proveedor de petróleo para Brasil.

## Negocio
El comercio entre Brasil y Nigeria prácticamente se quintuplicó entre 2002 y 2008. Los números ubicaron a Nigeria como el décimo socio comercial de Brasil en el mundo y el principal en el continente africano.

## Comparación entre países
|                                               | Brasil                                     | Nigeria                                         |
| --------------------------------------------- | ------------------------------------------ | ----------------------------------------------- |
| Populación                                    | 204.450.649                                | 174.507.539                                     |
| Área                                          | 8.514.877 km²                              | 923.768 km²                                     |
| Densidad poblacional                          | 23,8 hab/km²                               | 188,9 hab/km²                                   |
| Capital                                       | Brasília                                   | Abuya                                           |
| Ciudad mas grande                             | São Paulo                                  | Lagos                                           |
| Gobierno                                      | República presidencial                     | República presidencial                          |
| Idiomas oficiales                             | Portugués                                  | Inglés                                          |
| PIB (nominal)                                 | US$ 2,244 billones (US$ 11 067 per cápita) | US$ 594,257 mil millones (US$ 3 416 per cápita) |
| Moneda                                        | Real                                       | Naira                                           |
| Indice de Desarrollo Humano (2014)            | 75° (0,755)                                | 152° (0,514)                                    |
| Índice de Competitividad Global (2014)        | 57.º (56.º en 2013)                        | 127.º (120.º en 2013)                           |
| Producción científica (2014)                  | 13° (59.736)                               | 54° (5.155)                                     |
| Reservas Internacionales en (millones de USD) | 6° (376.090)                               | 37° (46,410)                                    |
| Índice de Libertad Económica (2013)           | 100° (57.7)                                | 120° (55.1)                                     |
| Índice de Paz Global (2014)                   | 90° (91° en 2013)                          | 151° (149° en 2013)                             |